# Association Sportive de Saint-Étienne 1933-1934
La pagina raccoglie i dati riguardanti l'Association Sportive de Saint-Étienne nelle competizioni ufficiali della stagione 1933-1934.

## Stagione
Nella sua prima stagione di professionismo sportivo il Saint-Étienne mancò per due punti la promozione in massima serie, essendo giunto secondo nel suo girone che racchiudeva tutte le squadre localizzate nel sud della Francia. In Coppa di Francia i Verts furono invece eliminati agli ottavi di finale dal Tourcoing.

## Organigramma societario
Area direttiva
- Presidente:  Pierre Guichard

Area tecnica
- Allenatore:  Albert Locke

## Rosa
| N. |                        | Ruolo | Calciatore         |
| -- | ---------------------- | ----- | ------------------ |
| -  | Francia (bandiera)     | P     | René Gratian       |
| -  | Francia (bandiera)     | P     | Laurent Henric     |
| -  | Francia (bandiera)     | P     | Guido Nestori      |
| -  | Inghilterra (bandiera) | P     | Horace Williams    |
| -  | Inghilterra (bandiera) | D     | Robert Pollard     |
| -  | Francia (bandiera)     | D     | André Boutet       |
| -  | Francia (bandiera)     | C     | Joseph Biechert    |
| -  | Francia (bandiera)     | C     | Blaret             |
| -  | Francia (bandiera)     | C     | Guillaume Kurtz    |
| -  | Inghilterra (bandiera) | C     | Harold Rivers      |
| -  | Jugoslavia (bandiera)  | C     | Lubyche Stefanović |

| N. |                        | Ruolo | Calciatore       |
| -- | ---------------------- | ----- | ---------------- |
| -  | Francia (bandiera)     | A     | Azenaux          |
| -  | Francia (bandiera)     | A     | Émile Chalvidan  |
| -  | Francia (bandiera)     | A     | Champier         |
| -  | Inghilterra (bandiera) | A     | Thomas Flannigan |
| -  | Francia (bandiera)     | A     | Lucien Hartmann  |
| -  | Inghilterra (bandiera) | A     | Albert Locke     |
| -  | Austria (bandiera)     | A     | Seitter          |
| -  | Ungheria (bandiera)    | A     | Janos Szeman     |
| -  | Francia (bandiera)     | A     | Veyssade         |
| -  | Francia (bandiera)     | A     | Frédéric Woehl   |

## Statistiche

### Statistiche di squadra
| Competizione     | Punti | Totale | Totale | Totale | Totale | Totale | Totale | DR  |
| Competizione     | Punti | G      | V      | N      | P      | Gf     | Gs     | DR  |
| ---------------- | ----- | ------ | ------ | ------ | ------ | ------ | ------ | --- |
| Division 2       | 19    | 14     | 9      | 1      | 4      | 25     | 16     | +9  |
| Coppa di Francia | -     | 6      | 5      | 0      | 1      | 36     | 8      | +28 |
| Totale           |       | 20     | 14     | 1      | 5      | 61     | 24     | +37 |